# امباتومارینا
امباتومارینا (به لاتین: Ambatomarina) یک سکونتگاه مسکونی در ماداگاسکار است که در آمورونئی مانیا واقع شده‌است.

## خصوصیات
امباتومارینا ۱۴٬۰۰۰ نفر جمعیت دارد و ۱٬۳۸۵ متر بالاتر از سطح دریا واقع شده‌است.